# Aračinovo
Aračinovo (mazedonisch Арачиново; albanisch Saraçina, indefinit Haraçinë) ist eine Kleinstadt und Sitz der gleichnamigen Gemeinde, die neben dem Hauptort noch die Dörfer Grušino, Mojanci und Orlanci umfasst. Das Dorf liegt im Norden Nordmazedoniens, nur etwa zwei Kilometer nordöstlich der Hauptstadt Skopje.

## Geographie

Karte mit Lage der Gemeinde innerhalb Nordmazedoniens

Aračinovo liegt an einem Hang zwischen 225 und 360 m über Meer. Durch das Siedlungsgebiet fließen ein paar kleine Bäche, die im nördlichen Hügelland entspringen. Östlich, südlich und westlich des Ortes schließen sich viele Felder für die landwirtschaftliche Bebauung an.
Nachbardörfer sind im Norden Mojanci, im Nordosten Orlanci, im Südosten Ajvatovci, im Süden Ilinden und im Nordwesten Brnjarci. Im Südwesten grenzt Aračinovo an das Gemeindegebiet der Hauptstadt Skopje.

## Bevölkerung
Die Gemeinde von Aračinovo zählte laut der letzten Volkszählung vom Jahr 2021 genau 12.676 Einwohner, davon lebten 7.991 im eigentlichen Ort Aračinovo.

### Ethnien
Von den 12.676 Einwohnern in der Gemeinde waren 12.353 Albaner und 323 gehörten anderen Ethnien an.
In der Stadt Aračinovo waren von den 7.991 Einwohnern 7.777 Albaner.

### Religionen
Aračinovo ist eine muslimisch geprägte Gemeinde. 12.363 Einwohner der Gemeinde bekannten sich 2021 zum Islam.

## Geschichte
Aračinovo war im Jahr 2001 eines der Zentren des albanischen Aufstandes in Mazedonien. Ethnisch-albanische Guerilla-Kämpfer kontrollierten lange Zeit die Stadt und lieferten sich mit der Mazedonischen Armee lange Kämpfe.

## Wirtschaft
Die lokale Landwirtschaft beschäftigt viele Erwerbstätige, denn das Vardar-Tal, in dessen nördlicher Seite Aračinovo liegt, ist hier sehr fruchtbar. Es werden vor allem Mais und Weizen angebaut. In der nahen Hauptstadt haben auch viele Arbeit gefunden, hauptsächlich im Gewerbe, Industrie, Handel und in den Dienstleistungen.

## Verkehr
Nur etwa ein Kilometer südwestlich – an der alten Hauptstraße Skopje-Kumanovo – liegt die Einfahrt zur Nordumfahrung von Skopje der Autobahn M4. Etwa 20 Kilometer südöstlich von Aračinovo liegt der internationale Flughafen Skopje, der der größte im Land ist.

## Gemeindeverwaltung
Die Gemeindefläche umfasst 31,3 Quadratkilometer. Die Gemeinde gehört zur statistischen Region Skopje.

## Sonstiges
Radio Haraçina ist der lokale Radiosender des Dorfes.